# 665-й лёгкий бомбардировочный авиационный полк
665-й лёгкий бомбардировочный авиационный полк — воинская часть вооружённых СССР в Великой Отечественной войне.

## История
Формировался с ноября 1941 года в Среднеазиатском военном округе во Фрунзе  на базе эвакуированной Одесской авиашколы, имел на вооружении самолёты У-2.
В составе действующей армии с 7 января 1942 по 30 апреля 1943 года.
В январе 1942 года прибыл в распоряжение Северо-Западного фронта, в ходе Торопецко-Холмской операции производит ночные бомбардировки в районах Торопец, Новосокольники, Великие Луки. В апреле 1942 года передан на Волховский фронт, действует в районе Новгорода, производит бомбометание, доставляет боеприпасы, продукты, медикаменты, обратно вывозит раненых.  В мае 1942 года отведён в резерв и в июне 1942 года вошёл в состав одной  из ночных бомбардировочных дивизий [какой?], в которые сводились ночные бомбардировочные полки.
В мае 1943 года был расформирован.

## Подчинение
| Дата            | Фронт (округ)                                              | Армия             | Корпус                            | Дивизия | Примечания |
| --------------- | ---------------------------------------------------------- | ----------------- | --------------------------------- | ------- | ---------- |
| 01.12.1941 года | Среднеазиатский военный округ                              | -                 | -                                 | -       | -          |
| 01.01.1942 года | Резерв Ставки ВГК                                          | -                 | -                                 | -       | -          |
| 01.02.1942 года | Калининский фронт                                          | 4-я ударная армия | 4-я смешанная авиационная дивизия | -       | -          |
| 01.03.1942 года | Калининский фронт                                          | 4-я ударная армия | -                                 | -       | -          |
| 01.04.1942 года | Калининский фронт                                          | 4-я ударная армия | -                                 | -       | -          |
| 01.05.1942 года | Ленинградский фронт (Группа войск Волховского направления) | 52-я армия        | -                                 | -       | -          |
| 01.06.1942 года | Московский военный округ                                   | -                 | -                                 | -       | -          |

Данные о дальнейшем подчинении не удалось обнаружить

## Командиры
- капитан Слесаренко Василий Спиридонович, до 18.06.1942